# Hylodes ornatus
Hylodes ornatus är en groddjursart som först beskrevs av Werner C.A. Bokermann 1967.  Hylodes ornatus ingår i släktet Hylodes och familjen Hylodidae. IUCN kategoriserar arten globalt som livskraftig. Inga underarter finns listade i Catalogue of Life.